# Адриан-Мари Льожандър
Адриан-Мари Льожандър (на френски: Adrien-Marie Legendre) е френски математик с множество приноси към математиката. Известни и важни идеи като полиномите на Льожандър и трансформацията на Льожандър са кръстени на него.

## Биография
Адриан-Мари Льожандър е роден в Париж на 18 септември 1752 г. в заможно семейство. Той получава образованието си в колежа Мазарен (по-късно колеж на Четирите нации) в Париж и защитава дисертация на тема физика и математика през 1770 г. Той преподава в Екол милитер от 1775 до 1780 г. и в Екол нормал от 1795 г. По същото време той се асоциира с Бюрото на дължините. През 1782 г. Берлинската академия награждава Льожандър за трактата му на тема проектили в устойчива среда. Този трактат му спечелва и вниманието на Лагранж.
Академията на науките прави Льожандър неин сътрудник през 1785 г. През 1789 г. той е избран за колега на британското Кралско дружество.
Той помага през 1784 – 1790 г. на англо-френското проучване за измерване на точното разстояние между Парижката обсерватория и Гринуичката обсерватория чрез тригонометрични методи. Поради това, през 1787 г. той посещава Дувър и Лондон заедно с Жан-Доминик Касини и Пиер Мешен. Тримата също посещават Уилям Хершел.
Льожандър губи личното си богатство през 1793 г. по време на Френската революция. През тази година той се жени за Маргьорит-Клодин Куен, която му помага да подреди делата си. През 1795 г. Льожандър става един от шестте членове на математическия отдел на реконструираната Академия на науките, която е преименувана на Национален институт за наука и изкуство. През 1803 г. Наполеон реорганизира Националния институт и Льожандър става член на отдела по геометрия. От 1799 до 1812 г. Льожандър служи като изпитващ по математика за артилерийски студенти в Екол милитер, а от 1799 до 1815 г. служи като постоянен изпитващ по математика в Екол политекник. През 1824 г. той е лишен от пенсията си от Екол милитер, тъй като отказва да гласува за кандидат-управителя на Националния институт – Жак-Жозеф Корбиер, министър на вътрешните работи в ултрароялисткото правителство. Пенсията му е частично възстановена с промяната на правителството през 1828 г. През 1831 г. той става офицер на ордена на почетния легион.
Льожандър почива в Париж на 10 януари 1833 г. след дълга и мъчителна болест, а вдовицата му внимателно запазва принадлежностите му, за да го увековечи. След смъртта ѝ през 1856 г. тя е погребана до съпруга си. Името на Льожандър е едно от 72-те имена, надписани върху Айфеловата кула.

## Научна дейност
Работата на Нилс Абел по елиптичните функции се крепи главно на приносите на Льожандър и отчасти на статистическите трудове на Гаус. Льожандър разработва метода на най-малките квадрати и първи го комуникира със съвременниците си, като методът намира широко приложение при линейната регресия, обработката на сигнали, статистиката и приближението с помощ на криви. Той е публикуван през 1806 г. като притурка към книгата му за траекториите на кометите.
Около 1811 г. той наименува гама-функцията и въвежда символа Γ, нормализирайки я до Γ(n+1) = n!.
През 1830 г. предоставя доказателство за последната теорема на Ферма за експонента n = 5, което е също доказано и от Дирихле през 1828 г.
В теорията на числата, той се догажда за закона на квадратичната реципрочност, който впоследствие бива доказан от Гаус. Във връзка с това, символът на Льожандър е наименуван в неговата чест. Той полага труд и върху разпределението на простите числа и употребата на математическия анализ в теорията на числата. Предположението му от 1798 г. за теорията за разпределение на простите числа е стриктно доказана от Жак Адамар и Шарл Жан дьо ла Вале-Пусен през 1896 г.
Льожандър полага изключително много работа по елиптичните функции, включително класификацията на елиптичните интеграли, но гениалното хрумване на Абел за изучаване на обратните функции на Якоби решава проблема напълно.
Льожандър е известен и с едноименната си трансформация, която използва за преминаване от формулировката на Лагранж към тази на Хамилтон в класическата механика. В термодинамиката, тя също се използва за намиране на енталпията и свободните енергии на Хелмхолц и Гибс от вътрешната енергия. На него са кръстени и полиномите на Льожандър, които са решения на диференциалното уравнение на Льожандър, срещащи се често във физиката и инженерната практика (например електростатиката).
Най-известният труд на Льожандър е Елементи на геометрията („Éléments de géométrie“), който е публикуван през 1794 г. и е водещият учебник по темата в продължение на около 100 години. Книгата му многократно пренарежда и опростява много от предложенията в Елементи на Евклид.

## Публикации
Есета
- Recherches sur la trajectoire des projectiles dans les milieux résistants, 1782 г.

Книги
- Eléments de géométrie, 1794 г.
- Essai sur la Théorie des Nombres, 1797 – 1798 г.
- Nouvelles Méthodes pour la Détermination des Orbites des Comètes, 1805 г.
- Exercices de Calcul Intégral (в три тома), 1811, 1817 и 1819 г.
- Traité des Fonctions Elliptiques (в три тома), 1825, 1826 и 1830 г.